# (35678) 1998 XW96
1998 أكس دابليو 96 (ويعرف أيضًا باسم (35678) 1998 أكس دابليو 96 وفق تسمية الكوكب الصغير) (بالإنجليزية: 1998 XW96)‏ هو كويكب ضمن حزام الكويكبات؛ وترتيبه 35678 من حيث الاكتشاف.
اكتُشف هذا الجُرم الفلكي بواسطة Orlando Antonio Naranjo Villarroel ‏ في 11 ديسمبر 1998.

## وصلات خارجية
- (35678) 1998 XW96 في قاعدة بيانات مختبر الدفع النفاث لأجرام النظام الشمسي الصغيرة

- الاكتشاف · مخطط المدار ·  العناصر المدارية · المعلمات المادية

- (35678) 1998 XW96 على موقع ويكي سكاي: DSS2, SDSS, GALEX, IRAS, Hydrogen α, X-Ray, Astrophoto, Sky Map, Articles and images